# Tomasz Fiałkowski

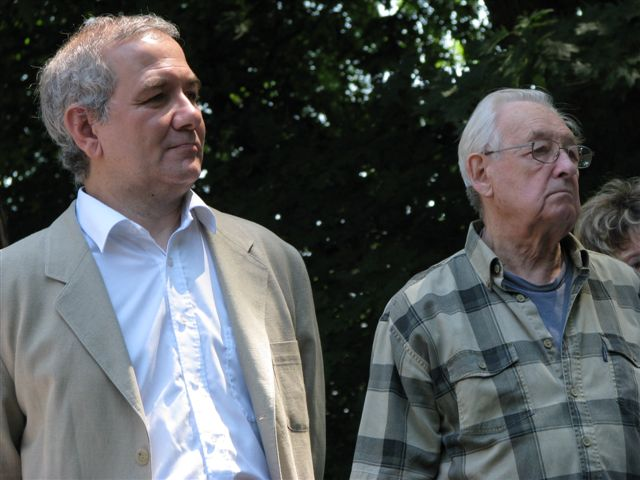
Tomasz Fiałkowski i Andrzej Wajda, Goszyce, 2008

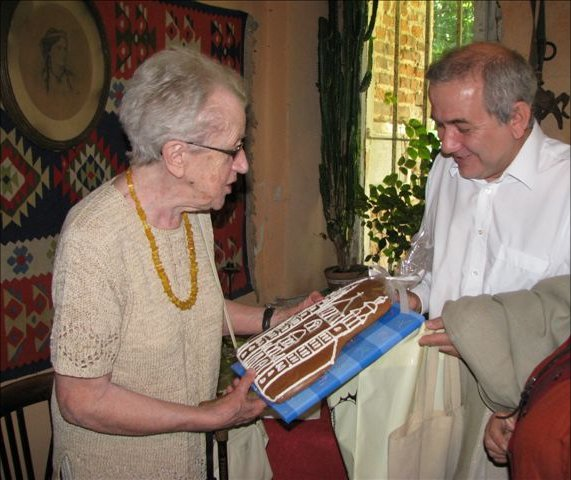
Tomasz Fiałkowski i Józefa Hennelowa, Goszyce, 2008

Tomasz Fiałkowski, ps. Lektor (ur. 18 lipca 1955 w Krakowie) – polski dziennikarz, krytyk literacki, publicysta i edytor.

## Życiorys
Był początkowo współpracownikiem miesięcznika „Znak”. Od 1990 dziennikarz i publicysta „Tygodnika Powszechnego” (m.in. do zmian w piśmie, w 2007, zastępca redaktora naczelnego), gdzie publikuje recenzje książek (rubryka „Wśród książek”, pod ps. „Lektor”) oraz redaguje dodatek „Książki w Tygodniku”. Autor kilkuset wywiadów z pisarzami, tekstów krytycznoliterackich i recenzji, poświęconych polskiej i światowej literaturze. Edytor lub współautor książek Stanisława Lema i Andrzeja Wajdy. Zajmuje się życiem i twórczością Jerzego Turowicza (m.in. od 1999 stale współpracuje z Archiwum Jerzego Turowicza w Krakowie). Publikował okazjonalnie w innych czasopismach kulturalnych (m.in. w „Zeszytach Literackich”). W 2015 otrzymał Nagrodę Specjalną Ministra Kultury i Dziedzictwa Narodowego za wybitne zasługi dla kultury polskiej.
Mieszka w Krakowie.

## Twórczość
- Świat na krawędzi. Ze Stanisławem Lemem rozmawia Tomasz Fiałkowski, Kraków: Wydawnictwo Literackie 2000, ISBN 83-08-02940-X; 2. wyd. 2007, ISBN 978-83-08-04023-2.

### Opracowania i prace redakcyjne (wybór)
- Stanisław Lem, Lube czasy (autor wyboru), Kraków: Znak 1995, ISBN 83-7006-497-3.
- Stanisław Lem, Dziury w całym (autor wyboru), Kraków: Znak 1997, ISBN 83-7006-738-7.
- Andrzej Wajda, Kino i reszta świata (autor opracowania), Kraków: Znak 2000, ISBN 83-7006-987-8.
- Zbigniew Herbert, Jerzy Turowicz, Korespondencja (autor opracowania), Kraków: Wydawnictwo a5 2005, ISBN 83-85568-73-5.
- Stanisław Lem, Rasa drapieżców. Teksty ostatnie (autor wyboru i posłowia), Kraków: Wydawnictwo Literackie 2006, ISBN 83-08-03890-5.
- Wisława Szymborska, Kornel Filipowicz (autor opracowania z Sebastianem Kudasiem), Kraków: Znak 2016, ISBN 978-83-240-4361-3.
- Kraków. Książka do pisania (autor wyboru z Elżbietą Jogałłą), Kraków: Wydawnictwo Austeria 2018, ISBN 978-83-7866-051-4.